# Pierre Rainssant
Pierre Rainssant (Reims, 1640 - Versailles, 6 juin 1689) est un médecin, fonctionnaire et numismate français de l'Ancien régime.

## Biographie
Médecin, Pierre Rainssant est originaire de Reims où il fut reçu docteur.
De 1683 à 1689, il occupe la charge de commis à la garde de la Bibliothèque et du Cabinet des médailles du roi. En février 1684, Louvois décide de transférer le Cabinet de Paris au palais de Versailles en un local somptueusement aménagé, et somme Rainssant d'accomplir un inventaire et de préparer des publications. Le ministre lui adjoint alors l'aide de plusieurs savants, dont Jean Foy-Vaillant, André Morell, le père Claude Du Molinet, l’abbé Pierre Bizot, François Le Blanc...
Il fut membre de l'Académie royale des inscriptions et médailles (actuelle Académie des inscriptions et belles-lettres de l'Institut de France).
Il a rédigé en 1687 une Explication officielle des peintures de la Galerie des Glaces.
Il meurt en tombant dans un bassin du parc du château de Versailles, s'y noyant, sans doute sous l'emprise de l'opium qu'il avait absorbé contre certaines douleurs.